# Мемориальный музей временной столицы
Мемориальный музей временной столицы (кор. 임시 수도 기념관; Имси судо кинёмгван) — музей при Пусанском музее; расположен в районе Со-гу города-метрополии Пусан, Корея. Официальное название здания этого музея — Президентская резиденция временной столицы (кор. 임시 수도 대통령 관저; Имси судо тэтхоннён кванджо).

## История
Здание было завершено в 1926 году и использовалось резиденцией губернатора Кёнсан-Намдо. Во время Корейской войны Пусан был временной столицей Республики Корея, здание использовалось резиденцией президента страны. В 1983 году правительство провинции Кёнсан-Намдо было перенесено в город Чханвон, правительство Пусана принимало здание, создало Мемориальный музей временной столицы. Музей был открыт в 1984 году.